# Metoidioplastika
Metoidioplastika (neformalno zvana i meto ili meta operacija) je hirurške intervencije promene pola iz ženskog u muški. 
U procesu hormonske pripreme terapija testosteronom postepeno dovodi do uvećavanja klitorisa do prosečne veličine od oko 4—5 cm (1.6—2 in) (klitoris i penis su razvojno homologni). Tokom metoidioplastike hirurg zapravo odvaja već uvećani klitoris od malih usana i oslobađa suspenzorne ligamente, da bi na taj način obezbedio da deo klitorisa, koji je bio uvučen unutar tela, bude oslobodjen i rekonstruisan u približnom položaju penisa.

## Operacija
1. Nakon pripreme pacijenta, koža oko uvećanog klitorisa  sa unutrašnje strane i bočno, koja drži tkivo klitorisa na mestu, se seče, oslobađajući tako tkivo klitorisa od pubične kosti.
2. Kada je neophodno da uretra bude produžena koristi se sluzokoža tkiva bilo iz vaginalne oblasti ili iz unutrašnjosti usta/obraza. Eksperimentalna opcija je i kalem iz creva. Male usane mogu se koristi za zaštitu ovako dobijenog grafta, kao i da se obezbedi veću obim neofalusa. Na dve do tri nedelje postavlja se kateter u produžetku da bi se olakšalo zarastanje.
3. Neofalus se zaštićuje kožom sa malih usana, koje se spakuju oko tkiva i obezbede šavovima. Skrotoplastika se često obavlja u isto vreme sa metoidioplastikom. Vaginektomija, histerektomija i ovarijektomija se takođe mogu izvršiti u ovom trenutku, ukoliko nisu već odrađene.

### Alternativne tehnike
Postoje slučajevi kada se metoidioplastika radi bez rekonstrukcije uretre i skrotoplastike, što se naziva "oslobađanje klitorisa"(eng. clitoral release). Ovo je jednostavnija varijanta operacije nego što je to kompletna metoidioplastika, ali ne podrazumeva mogućnost mokrenja stojeći. Sam operativni zahvat je sa manje rizika, jer urinarni sistem ostaje nepromenjen bez uretralnog produžetka, a sa druge strane se ipak dobija vizuelni efekat kao kod kompletne metoidioplastike, zajedno sa mogućnošću da se tokom odnosa neofalus koristi u penetraciji. Vaginektomija je takodje jedna od opcija sa ovom operacijom. 

### Komplikacije
U postoperativnoj studiji operacija trans muškaraca - 28% pacijenata sa produžavanim uretrama su imali privremenu otečenost koja rezultira driblingom i raspršivanjem urina, ali bez potrebe za dodatnim medicinskim intervencijama. Postoje i male šanse strikture mokraćne cevi (sužavanje uretre) i manje od 10% šansi slučaja pojave fistule (rupa u uretri), koji obično zahteva manju reviziju. Prosečna dužina neofalusa nakon metoidiplastike je 5,7 cm (u rasponu od 4 do 10 cm ). Kod svih pacijenata je potvrđena erekcija i normalna osetljivost neofalusa. Kod nekih pacijenata koji su imali skrotoplastiku, dešavala su se odbacivanja ili komplikacije u vezi testis proteza. 

## U poređenju sa faloplastikom
Metoidioplastika je tehnički jednostavnija od faloplastike, košta manje i ima manje potencijalnih komplikacija. Međutim, faloplastika kod pacijenata, nakon što su oporave od operacije, daleko češće obezbeđuje sposobnost penetracije.
Faloplastika podrazumeva rekonstrukciju neofalusa kalemljenjem tkiva sa donatorskog mesta, koje može biti sloj sa npr. ruke ili noge. Sama operacija traje oko 8-10 sati, a može biti praćena i dodatnom intervencijom ugradnje erektilne proteze.
Metoidioplastika uobičajeno zahteva  2-3 sata. Zbog toga što je klitoris normalno u funkciji erektilnog tkiva ova operacija ne zahteva erektilnu protezu (ipak treba imati u vidu da klitoris ne može da postigne taj stepen krutoće poput penisa u erekciji). Gotovo u svim slučajevima metoidioplastike pacijenti nakon operacije sačuvaju osećaj orgazma. 

## Lista korisnih linkova
- „Metoidioplasty, phalloplasty, one stage metoidioplasty, female to male surgery. Transgender”. Архивирано из оригинала 11. 11. 2020. г. Приступљено 05. 01. 2016.
- https://web.archive.org/web/20160304094046/http://www.belmedic.rs/Zensko-u-musko/9652/Metoidioplastika.shtml
- http://www.savaperovic.com/metoidioplasty.htm

## Dodatna literatura
- Hage, Joris J. (јануар 1996). „Metaidoioplasty: An Alternative Phalloplasty Technique in Transsexuals”. Plastic and Reconstructive Surgery. 97 (1): 161—167. PMID 8532774. doi:10.1097/00006534-199601000-00026. by Hage, J. Joris (Journal of Plastic & Reconstructive Surgery)
- Gender Reassigment by Dan Greenwald and Wayne Stadelmann (eMedicine Journal, 2  (7):, July 6, 2001)

## Spoljašnje veze
- Metoidioplasty.net - The Metoidioplasty Surgery Guide
- „FemaletoMale.org”. Архивирано из оригинала 14. 01. 2013. г. Приступљено 25. 08. 2018. Текст „Information about Metoidioplasty” игнорисан (помоћ)